# Catinaccio
Catinaccio (germană Rosengarten) este un masiv muntos din Dolomiți situat la ca. de km de Bozen, din anul 2003, aparține de Parcul Național Schlern-Rosengarten.